# Prepona argyria
Prepona argyria är en fjärilsart som beskrevs av Hans Fruhstorfer 1916. Prepona argyria ingår i släktet Prepona och familjen praktfjärilar. Inga underarter finns listade i Catalogue of Life.